# Joe Terry
Joe Terry (7 settembre 1944) è un tastierista e chitarrista statunitense noto per aver militato negli Ozark Mountain Daredevils e nei Manassas.

## Biografia
a 14 anni inizia a suonare il pianoforte, e successivamente anche la tastiera. Sul finire degli anni sessanta suona in varie band, ma la sua vera occasione arriva quando è chiamato da Stephen Stills come turnista  
Negli anni successivi suona, in due diversi periodi, con gli Ozark Mountain Daredevils, con i quali si lascia definitivamente nel 1984.
Dopo aver abbandonato la musica per un breve periodo, nel 1986 inizia una prolifica attività di turnista, perlopiù nel genere country rock.

## Discografia

### Solista
- 2007 - Merry Christmas for Me to You
- 2008 - Sad Sour Future

### Con gli Ozark Mountain Daredevils
- 1976 - Men from Earth
- 1977 - Don't Look